# 어업인교육문화복지재단
수협재단은 어업인의 보호․육성 및 복지증진을 위한 사업을 통하여 어업인들에 대한 교육․지원의 활성화 및 어촌지역 사회의 유지 발전과 어업인의 삶의 질 향상에 기여하고 이바지함을 목적으로 2009년 8월 11일 설립허가된 대한민국 해양수산부 소관의 재단법인이다. 재단 사무국은 서울특별시 송파구 신천동 11-6에 있다.